# Мараш
Мара́ш (болг. Мараш) — село в Шуменській області Болгарії. Входить до складу общини Шумен.

## Населення
За даними перепису населення 2011 року у селі проживали 492 особи.
Національний склад населення села:
| Національність   | Кількість осіб | Відсоток |
| ---------------- | -------------- | -------- |
| болгари          | 458            | 93,9%    |
| цигани           | 21             | 4,3%     |
| турки            | 5              | 1,0%     |
| Всього відповіли | 488            |          |

Розподіл населення за віком у 2011 році:
Динаміка населення: